# Luz (Lagos)
Luz ist eine Gemeinde und Kleinstadt an der Algarve im Süden Portugals, die international besonders als Badeort bekannt ist.
Traurige Bekanntheit erlangte der Ort zudem durch den Vermisstenfall Madeleine McCann, bei dem am 3. Mai 2007 das britische Mädchen Madeleine McCann aus dem ortsansässigen Ocean Club verschwand.

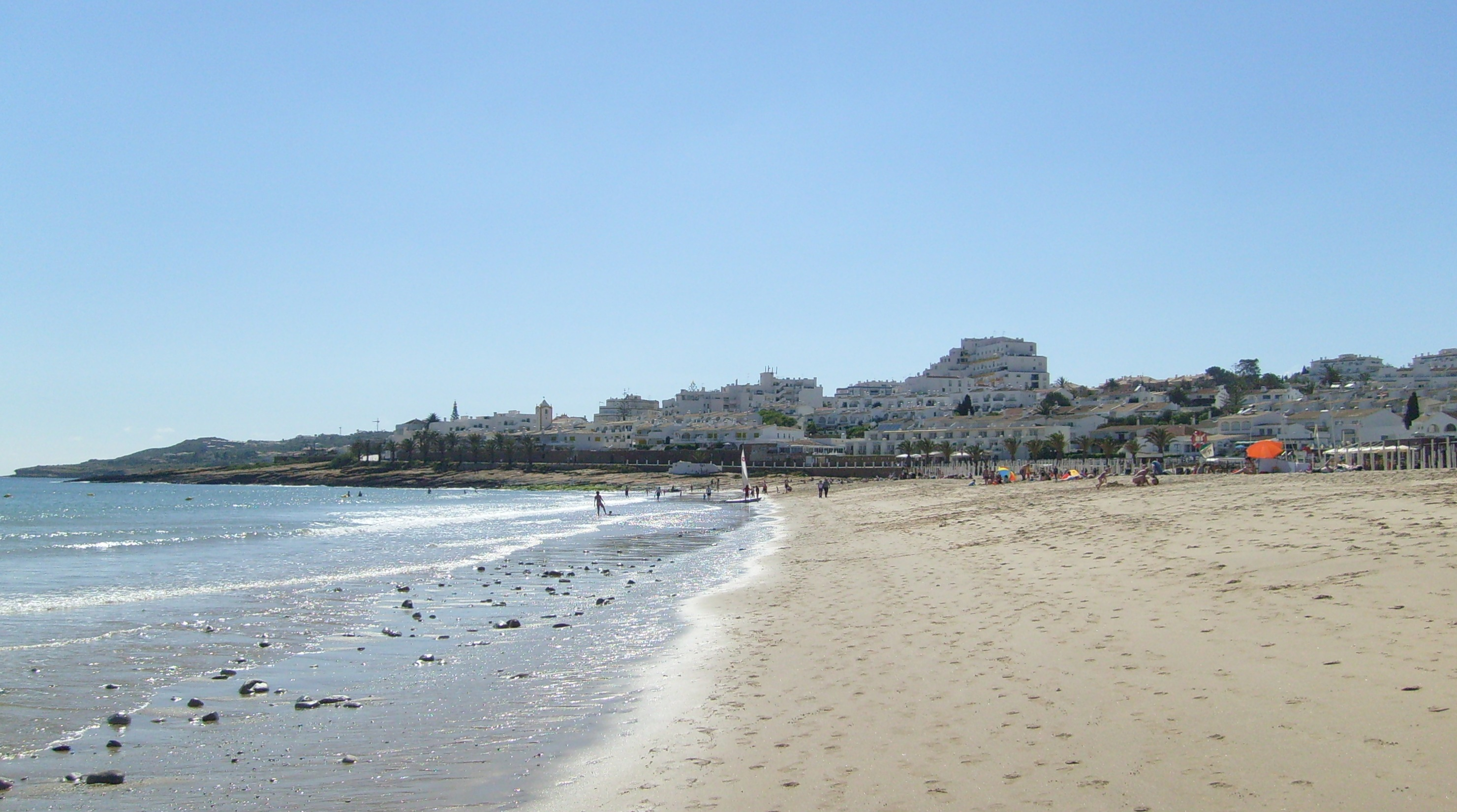
Luz mit seinem namensgebenden Strand Praia da Luz

## Geschichte
Der heutige Ort entstand vermutlich im 15. Jahrhundert, als Fischer sich hier niederließen. 1673 wurde der Ort als Nossa Senhora da Luz oder Senhora da Luz erstmals erwähnt. Später war er als Praia da Luz bekannt.
Luz war eine Ortschaft der Gemeinde Santa Maria, bis sie Anfang des 18. Jahrhunderts selbstständig wurde.
Ab 1928 besuchten Badegäste regelmäßig den Strand von Luz. Seither entwickelte sich der Ort zu einem bekannten Seebad, insbesondere seit Beginn des Massentourismus an der Algarve ab den 1960er Jahren.
Luz wurde am 18. April 2001 zur Kleinstadt (Vila) erhoben.

## Verwaltung

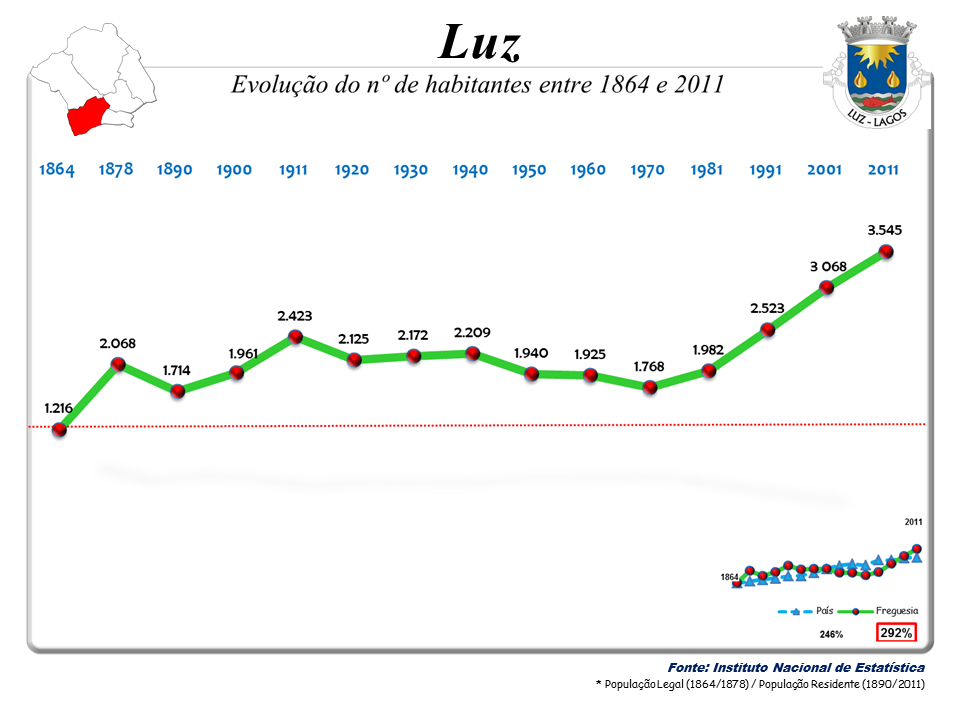
Bevölkerungsentwicklung in der Gemeinde Luz (1864–2011)

Luz ist Sitz der gleichnamigen Gemeinde (Freguesia) im Kreis (Concelho) von Lagos im Distrikt Faro. Auf einer Fläche von 21,8 km² leben 4355 Einwohner (Stand 19. April 2021), was einer Bevölkerungsdichte von 199,9 Einwohnern/km² entspricht.
Neben dem Hauptort Luz liegen noch eine Reihe weiterer Orte in der Gemeinde, unter denen Espiche, Almádena, Montinhos da Luz und Ferrel als die wichtigsten gelten können.
Folgende Orte und Ortsteile gehören zur Gemeinde Luz:
| - Alagoas - Almádena - Arneiros - Cama da Vaca - Carrascal - Casa Velha - Coelha - Eiras - Espiche - Ferrel - Funchal - Lajes | - Luz - Mata Porcas - Matos Brancos - Matos Morenos - Monte de São Pedro - Monte Lemos - Montes da Luz - Montinho de Ouro - Montinhos da Luz - Montinhos de Burgau - Pereiros - Pimpolho | - Quinta das Palmeiras - Quinta de São Gabriel - Quinta de São Marcos - Quinta do Ferrel - Quinta do Formosinho - Ranzinha - Reguengo - Terras Brancas - Vale Barão - Vale Verde - Várzeas - Vinhas |

## Sehenswürdigkeiten

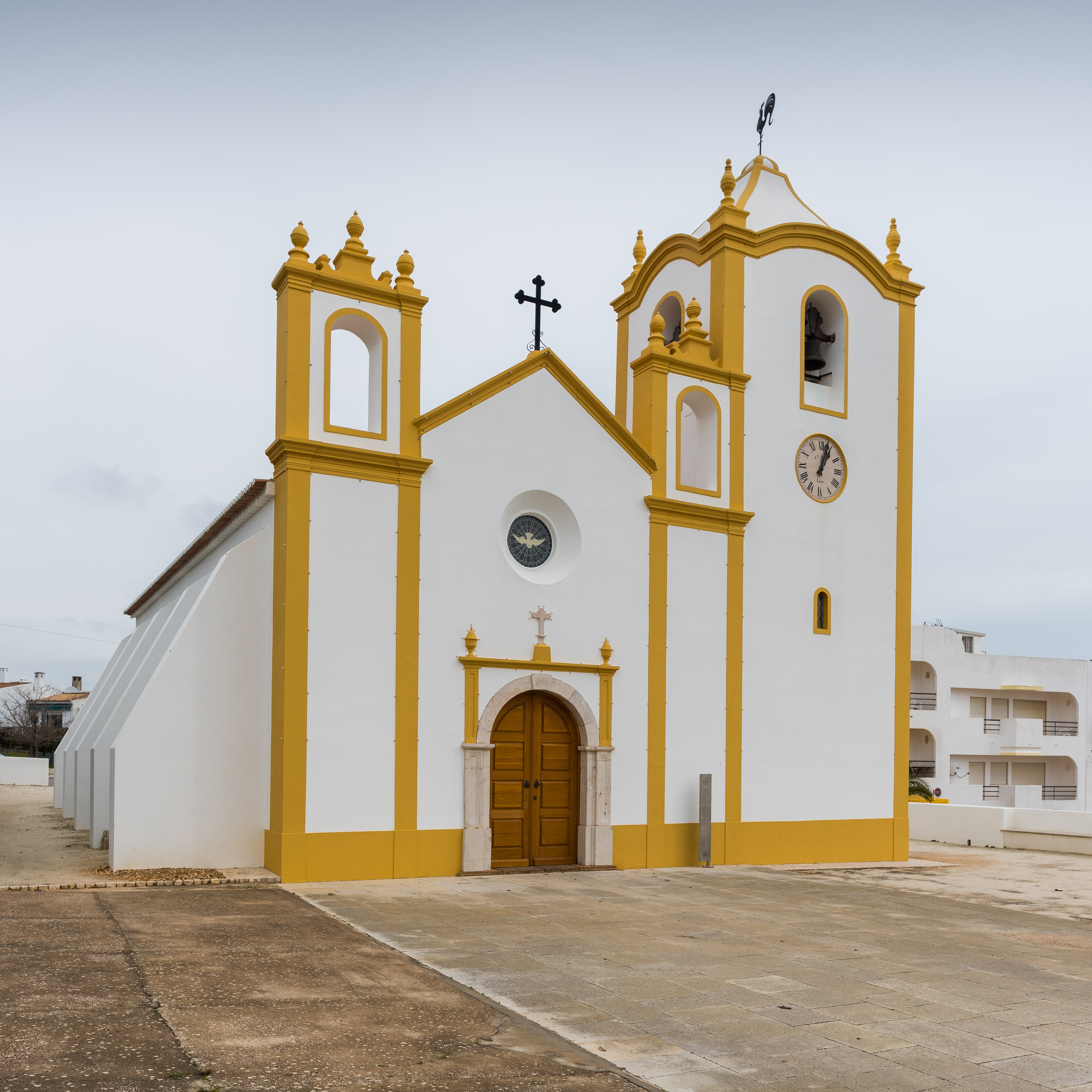
Die Kirche von Luz

Praia da Luz

Die Fortaleza da Praia da Luz ist eine ehemalige Befestigung des Ortes, die heute ein Restaurant beherbergt. Diesem gegenüber befindet sich die Kirche des Ortes. Zudem finden sich in Luz Überreste eines römischen Badehauses (balnearium).
Praia da Luz ist ein beliebter Badestrand an der Algarve, der südlichsten Region Kontinentalportugals. Er befindet sich ca. 4 km westlich von Lagos unterhalb des Städtchens Luz. An der Strandpromenade befinden sich zahlreiche Souvenir-Läden und Restaurants. Am östlichen Strandende befindet sich ein hoher Felsen, der aufgrund seiner schwarzen Färbung Rocha Negra genannt wird.